# Golden Gala 2016
Golden Gala 2016 byl lehkoatletický mítink, který se konal 2. června 2016 v italském městě Řím. Byl součástí série mítinků Diamantová liga.

## Výsledky
- Archiv výsledků zde [1]

### Muži
| Disciplína             | 1. místo                                                                  | 2. místo                                                                  | 3. místo                                                        |
| Běh na 100 m           | Justin Gatlin 9,93                                                        | Ameer Webb 9,94                                                           | Jimmy Vicaut 9,99                                               |
| Běh na 200 m           | Ameer Webb 20,04                                                          | Aaron Brown 20,24                                                         | Alonso Edward 20,25                                             |
| Běh na 400 m           | Wayde van Niekerk 44,19                                                   | Bralon Taplin 44,43                                                       | Isaac Makwala 44,85                                             |
| Běh na 1500 m          | Elijah Manangoi 3:33,96                                                   | Robert Biwott 3:34,21                                                     | Ryan Gregson 3:34,27                                            |
| Běh na 110 m překážek  | Orlando Ortega 13,22                                                      | Pascal Martinot-Lagarde 13,29                                             | Andrew Pozzi 13,37                                              |
| Běh na 3000 m překážek | Conseslus Kipruto 8:01,41                                                 | Jairus Kipchoge 8:11,39                                                   | Paul Kipsiele Koech 8:14,46                                     |
| Štafeta 4 × 100 m      | 38,44 Solomon Bockarie Churandy Martina Patrick van Luijk Hensley Paulina | 38,81 Massimiliano Ferraro Eseosa Desalu Davide Manenti Federico Cattaneo | 38,87 Stuart Dutamby Rene Marvin Mickaël-Meba Zézé Jimmy Vicaut |
| Skok do výšky          | Bohdan Bondarenko 233 cm                                                  | Robert Grabarz 230 cm                                                     | Gianmarco Tamberi 230 cm                                        |
| Skok daleký            | Greg Rutherford 831 cm                                                    | Marquise Goodwin 819 cm                                                   | Fabrice Lapierre 818 cm                                         |
| Hod diskem             | Robert Urbanek 65,00 m                                                    | Victor Hogan 64,03 m                                                      | Robert Harting 63,96 m                                          |

### Ženy
| Disciplína            | 1. místo                                                                           | 2. místo                                                             | 3. místo                                                         |
| Běh na 100 m          | Elaine Thompsonová 10,87                                                           | English Gardnerová 10,92                                             | Barbara Pierreová 11,13                                          |
| Běh na 800 m          | Caster Semenyaová 1:56,64                                                          | Francine Niyonsabaová 1:58,20                                        | Lynsey Sharpová 1:59,03                                          |
| Běh na 5000 m         | Almaz Ayanaová 14:12,59 Rekord DL                                                  | Mercy Cherono 14:33,95                                               | Viola Kibiwot 14:34,39                                           |
| Běh na 400 m překážek | Janeive Russell 53,96                                                              | Wenda Theron-Nel 54,61                                               | Eilidh Doyleová 54,81                                            |
| Štafeta 4 × 100 m     | 43,64 Natalija Strochowa Jelizaveta Bryzginová Olesja Povchová Natalija Pohrebniak | 43,82 Agata Forkasiewicz Marika Popowicz Marta Jeschke Ewa Swobodová | 44,05 Ilenia Draisci Irene Siragusa Anna Bongiorni Gloria Hooper |
| Skok o tyči           | Katerina Stefanidiová 475 cm                                                       | Nikoleta Kiriakopulu 475 cm                                          | Yarisley Silvaová 460 cm                                         |
| Trijskok              | Caterine Ibargüenová 14,78 m                                                       | Olga Rypakovová 14,51 m                                              | Shanieka Thomas 14,46 m                                          |
| Vrh koulí             | Valerie Adamsová 19,69 m                                                           | Anita Mártonová 18,98 m                                              | Alona Dubicka 18,38 m                                            |
| Hod oštěpem           | Sunette Viljoenová 61,95 m                                                         | Madara Palameika 61,92 m                                             | Christin Hussongová 61,21 m                                      |